# 練香
練香（ねりこう）とは粉末状の香木やスパイス、ハーブなどを蜂蜜やアラビアゴム等で練って固形状にしたもの。日本では蜂蜜、梅肉、貝殻などの甲香（こうこう）等が使われ「薫物（たきもの）」とも呼ばれる。

## 歴史
古代エジプトの文献にKyphi（キフィ）と呼ばれる練香が使用されていたことが書かれている。ローマ帝政時代医師、ディオスリコリデスは著書「マテリアメディカ」においてキフィについて触れている。同じくローマ帝政時代の著述家・プルタルコスは古代エジプトの神官達が一日に3度香を焚き、キフィは16種類の材料で作られていたと記している。
その後、ギリシア、中近東からインド、中国を経て日本には仏教の伝来と共に伝わったとされる。

## 焚き方
直接火を付けるのではなく、熱した香用の炭（=チャコール）や熱灰の上で間接的に熱を加える。